# Mészáros „Michu” Mihály
Mészáros Mihály – becenevén Michu – (Pély, 1939. október 1. – Los Angeles, 2016. június 13.) magyar származású amerikai akrobata, kaszkadőr és színész. Alacsony termetével vált híressé, mivel mindössze 83 cm volt. Leghíresebb szerepe Alf eljátszása volt az azonos című amerikai sorozatban.
Az Alf mellett számos televíziós műsorban és filmben vett részt. Legutolsó szerepe az 1993-as Warlock: The Armageddon volt. Az Alf első néhány epizódjában teljes alakos jelmezben játszotta el Alfot, amíg egy géppel nem helyettesítették. Később akkor volt rá szükség, amikor Alf sétált vagy futott, vagy éppenséggel állnia kellett.

## Életrajz

### Gyermekkor
Bizonyos források szerint 1939. október 1-jén született, és nem 1940-ben.
Édesapja kifejezetten magas ember volt (190 cm) és édesanyja sem volt alacsony termetű. 6 testvére volt és csak hárman kis növésűek; ő volt a legfiatalabb és a legkisebb. Hatrongyosra járt iskolába, ott minden osztályt elvégzett. A magyar kormány alá tartozó cirkuszi iskolába járt, ahol zsonglőr- és akrobatikus művészetet, valamint pantonimiát tanult.

### Cirkuszi karrier
1973. február 6-án fedezte fel őt Kenneth Feld és édesapja, Irvin Feld, akikhez eljutott a legendás törpe híre, s végül megtalálták őt egy kevéssé ismert magyar cirkuszban. Ugyanebben az évben New Yorkba utazott, és 12 évig a Ringlig sztárja volt.
Ugyanebben az évben debütál a Ringlig Brothers and Barnum & Bailey Circusban az amerikai cirkusz 200 éves évfordulóján, amelyen Feldék úgy mutatják be őt mint Michu, a világ legalacsonyabb embere. Megerősítették, hogy kilenc hüvelykkel (mintegy 22 centivel) alacsonyabb volt mint Tom Thumb Generális, mindazonáltal, Tom Thumb Generális kisebb volt, mint Michu abban az időben, amikor P. T. Barnumnak dolgozott; valójában az történt, hogy Thumb még nem nőtt fel, mivel halálakor érte el teljes magasságát.
1982-ben The Mighty Michu néven mutatkozott, aki a többi törpe élén állt.
2000-ben egy bohóchoz, Jon Weisshez járt, hogy páros egyensúlyozási számot mutassanak be.

### Mozis és televíziós karrier
1973. októberben a David Frost Presents the Guinness Book of World Records című műsorban vendégszerepel Don Koehler és Sir David Frost mellett.
1975-ben Madarász Géza készített vele interjút New Yorkban az NBC számára. Ezzel vált híressé a tömegkommunikációs médiában, majd a csatorna részére dolgozott segítőként.
Később az ALF-ot személyesített meg néhány részben.
Ezután Anthony Hickox, Tom Stern és Alex Winter rendezőknek dolgozott. Szereplései között a fantasztikus filmek emelkednek ki: Waxwork (1988) és Freaked (1983). Legutóbbi szereplése a Warlock: The Armageddon című filmben volt 1993-ban.
Ezt követően visszatért a cirkuszi karrierhez.

### Videóklipek
Több mint egy tucatnyi videóklipjében szerepelt az Aerosmithnek és más együtteseknek.

### Reklámok
A Pepsi számára készített reklámokat Michael Jackson oldalán, aki ezzel egyik legjobb barátja lett.
Egy volt azon számos személy közül, akik az l. a. Eyeworks kaliforniai optikai cég reklámkampányában szerepeltek.

## Válogatott filmjei
| Év   | Filmcím                                                 | Szerepe           |
| ---- | ------------------------------------------------------- | ----------------- |
| 1973 | David Frost Presents the Guinness Book of World Records |                   |
| 1978 | H.R. Pufnstuf                                           | Taylor            |
| 1986 | Alf                                                     | ALF               |
| 1988 | Waxwork                                                 | Hans              |
| 1988 | Big Top Pee-wee                                         | Andy              |
| 1989 | Nicsak, ki beszél!                                      | baba-imitátor     |
| 1991 | Dear John                                               | Mishka            |
| 1993 | Freaked                                                 | George Ramirez #3 |
| 1993 | Warlock: The Armageddon                                 | Augusto           |

## Érdekességek
- Az 1980-as években a kaliforniai Hawthorne-ban a legrövidebb utcát róla nevezték el Michu Lane-nek.
- Michu tagja a Ringling testvérek cirkuszának, ahol korábban a világ legkisebb embereként lépett fel.

## Fordítás
- Ez a szócikk részben vagy egészben a Michu Meszaros című angol Wikipédia-szócikk fordításán alapul.  Az eredeti cikk szerkesztőit annak laptörténete sorolja fel. Ez a jelzés csupán a megfogalmazás eredetét és a szerzői jogokat jelzi, nem szolgál a cikkben szereplő információk forrásmegjelöléseként.
- Ez a szócikk részben vagy egészben a Mihaly 'Michu' Meszaros című spanyol Wikipédia-szócikk fordításán alapul.  Az eredeti cikk szerkesztőit annak laptörténete sorolja fel. Ez a jelzés csupán a megfogalmazás eredetét és a szerzői jogokat jelzi, nem szolgál a cikkben szereplő információk forrásmegjelöléseként.

## További információ
- Mészáros „Michu” Mihály az Internet Movie Database-ben (angolul)